# Erythrodes
Erythrodes là một chi thực vật có hoa trong họ, Orchidaceae.